# 沙羅什保陶克
沙羅什保陶克（匈牙利語：Sárospatak）是匈牙利包爾紹德-奧包烏伊-曾普倫州的城鎮，位於該國東北部，距離首府米什科爾茨70公里，面積139.18平方公里，2011年人口12,920，其中約四成居民信奉天主教。

## 友好城市
- 波蘭克羅斯諾（2007年）
- 土耳其泰基爾達
- 德国索斯特

## 外部連結
- Official site （页面存档备份，存于）
- Accommodation in Sárospatak